# قصر دراکولا

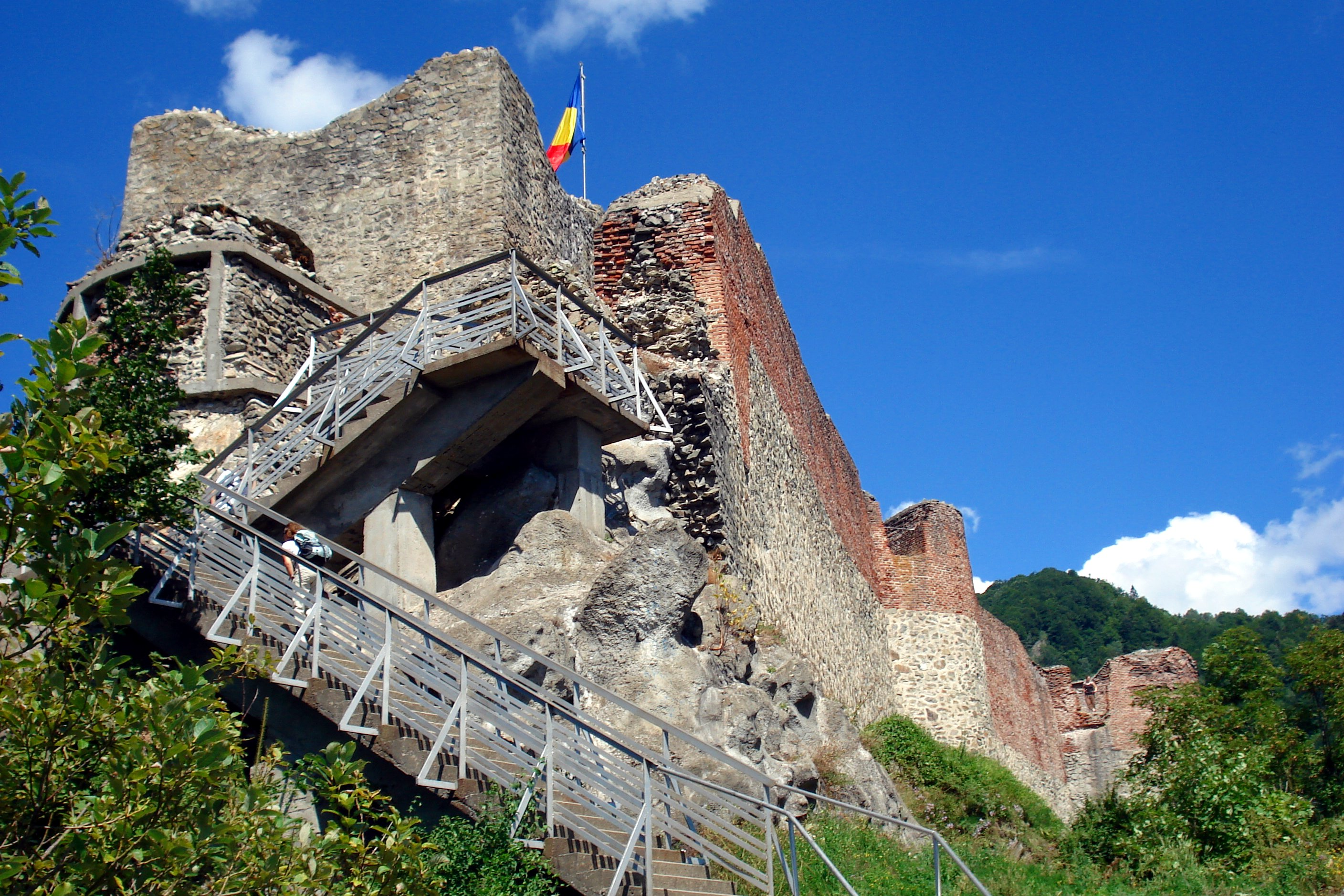
قلعه پوئناری بر فراز صخره‌ای در غرب جاده ترنسفاگاراسان٬ استان آرگس در رومانی

دژ پوئناری بقایای قلعه‌ای در کوه‌های منطقه والاچیا در رومانی است که به «قصر دراکولا» شهرت یافته‌است. این دژ در اوایل قرن سیزدهم میلادی ساخته شده‌است.
زندگی یکی از شاهزادگان رومانی به نام ولاد تپش که بیش از ۵۰۰ سال قبل در این قصر زندگی می‌کرد، الهام بخش داستان دراکولا بود. 

## نگارخانه

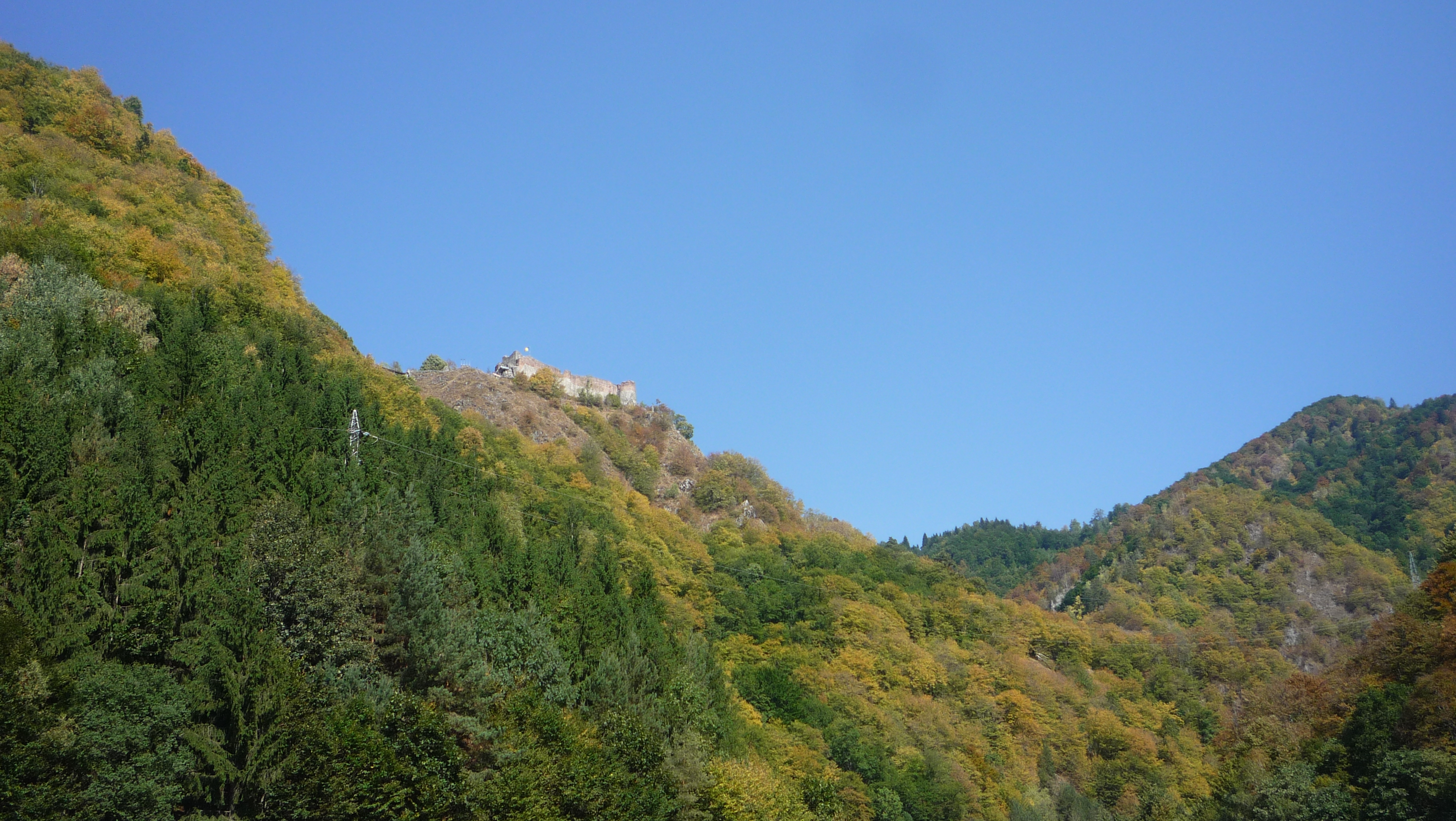
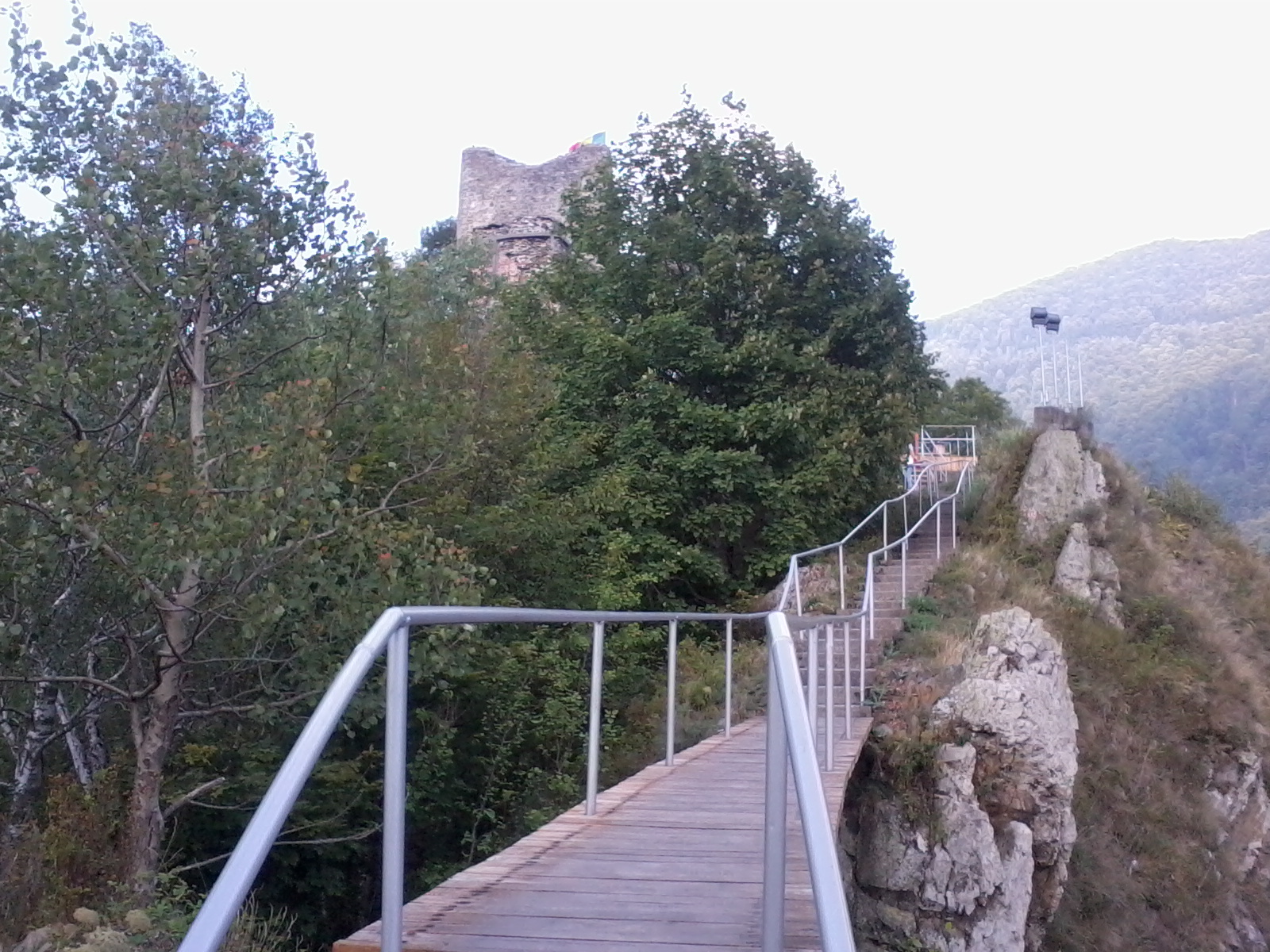
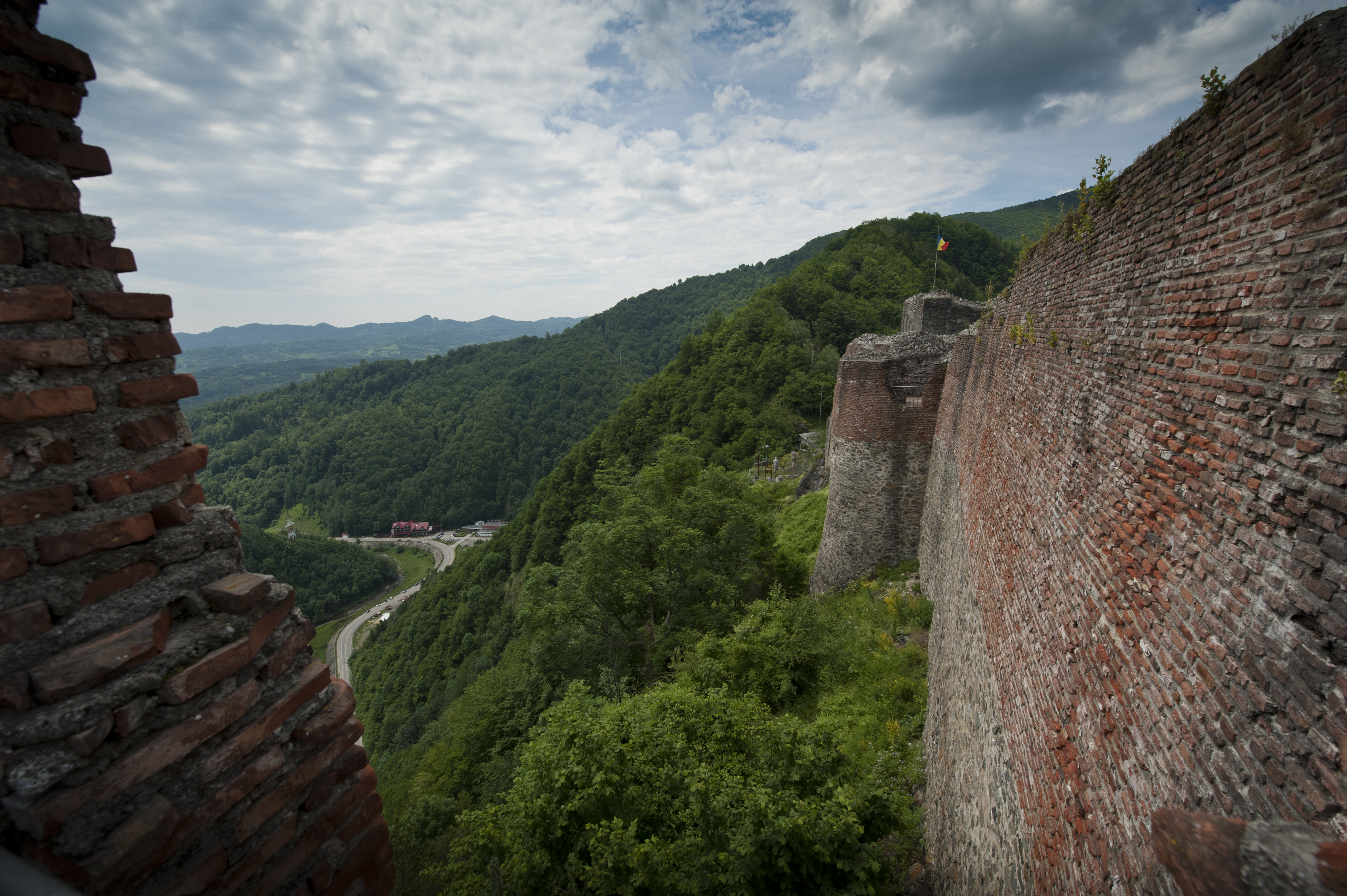
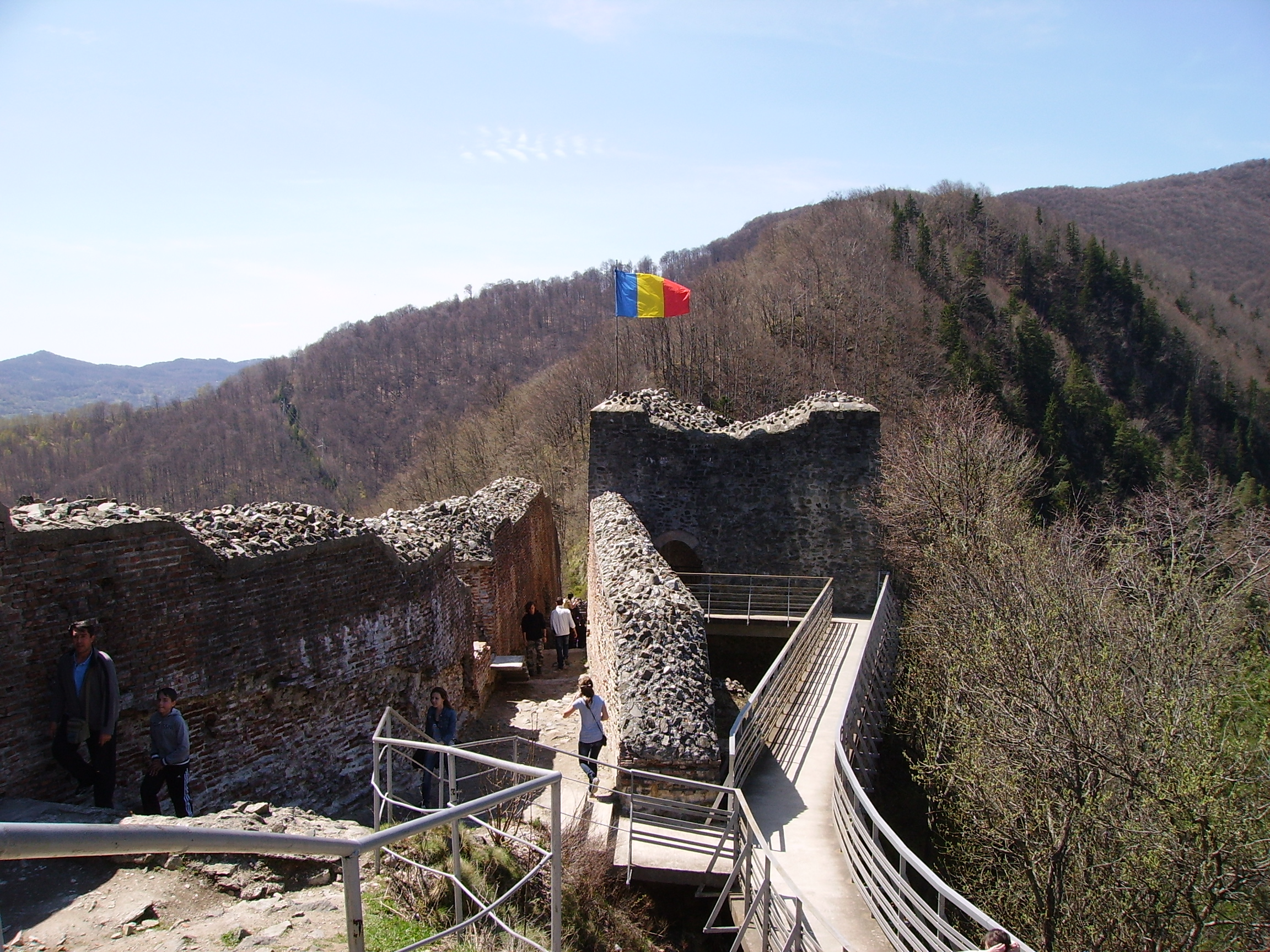
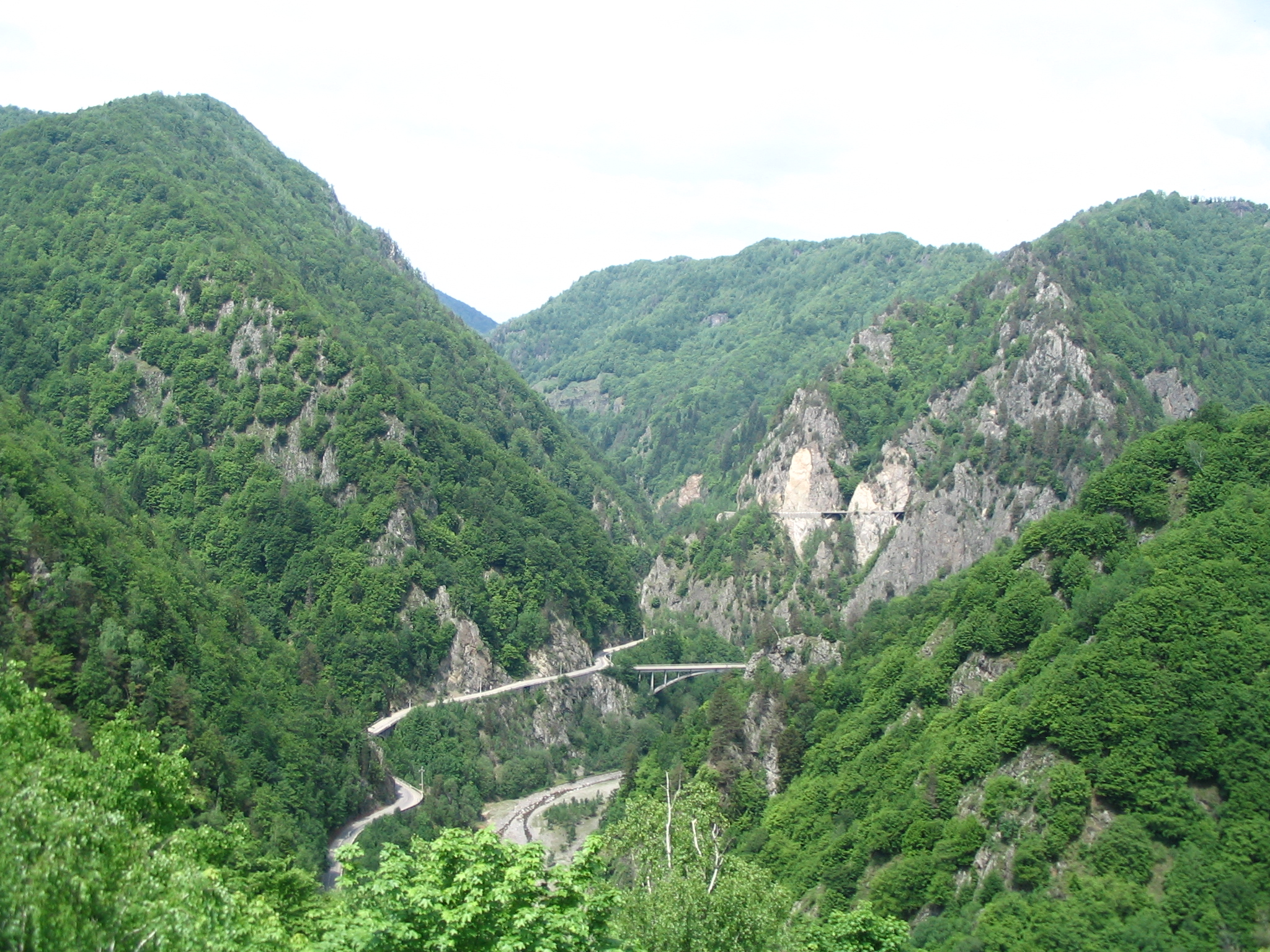